# Danh sách nhà vô địch NXT
NXT là một chương trình đấu vật chuyên nghiệp được tổ chức và sản xuất bởi WWE. Chương trình có trụ sở tại Connecticut, do WWE điều hành, Triple H là COO và quản lí hiện tại là William Regal.
Hiện tại, NXT có tất cả năm chức vô địch, một đai vô địch thuộc chương trình 205 Live!, và hai đai cấp cao dành cho đô vật nam, một đai dành cho đô vật nữ, một đai vô địch đồng đội. Ngoài ra, còn hai đai đặc biệt; một đai được bảo vệ trên cả năm chương trình của WWE, đai còn lại được bảo vệ trên ba chương trình nhưng ít xuất hiện, thay vào đó là hai chương trình chính gồm Raw và Friday Night SmackDown.
Danh sách sau đây sẽ bao gồm tên chức vô địch, tên người vô địch, nơi và ngày giành đai cùng mô tả về chiến thắng.

## Danh sách các nhà vô địch hiện nay

### Các đai chính
| Danh hiệu                                                   | Các nhà vô địch hiện tại                         | Lần | Ngày thắng           | Nơi thắng               | Ghi chú                                                                              |  |
| ----------------------------------------------------------- | ------------------------------------------------ | --- | -------------------- | ----------------------- | ------------------------------------------------------------------------------------ |  |
| NXT Championship                                            | Adam Cole                                        | 1   | 1 tháng 6 năm 2019   | Bridgeport, Connecticut | Đánh bại Johnny Gargano tại NXT TakeOver: XXV                                        |  |
| NXT Women's Championship                                    | Rhea Ripley                                      | 1   | 18 tháng 12 năm 2019 | Winter Park, Florida    | Đánh bại Shayna Baszler tại sự kiện NXT                                              |  |
| NXT North American Championship                             | Roderick Strong                                  | 1   | 18 tháng 9 năm 2019  | Winter Park, Florida    | Đánh bại Velveteen Dream tại NXT                                                     |  |
| NXT Cruiserweight Championship Thuộc chương trình 205 Live! | Angel Garza                                      | 1   | 11 tháng 12 năm 2019 | Winter Park, Florida    | Đánh bại Lio Rush tại NXT                                                            |  |
| NXT Tag Team Championship                                   | The Undisputed Era (Kyle O'Reilly và Bobby Fish) | 1   | 1 tháng 6 năm 2019   | Bridgeport, Connecticut | Đánh bại Street Profits tại NXT, phát sóng truyền hình chậm ngày 28 tháng 8 năm 2019 |  |

### WWE
- Các nhà vô địch tại WWE hiện nay
- WWE

### NXT
- Adam Cole trên WWE.com
- Roderick Strong trên WWE.com
- Angel Garza trên WWE.com
- Rhe Ripley trên WWE.com
- The Undisputed Era trên WWE.com